# Binnendijk 3 (Nieuw- en Sint Joosland)
De Binnendijk 3 is een rijksmonumentale hoeve in het Zeeuwse dorp Nieuw- en Sint Joosland.

## Beschrijving
Het bouwwerk is een Zeeuwse hoeve uit 1676. Het is gebouwd kort na de inpoldering in 1631 van Sint Joosland. De boerderij is vrijwel in oorspronkelijke staat. Het woonhuis heeft buitenmuren van gele bakstenen met een aantal figuren aangebracht in rood metselwerk, een topgevel en een pannengedekt zadeldak. Bijbehorend is een aangrenzend lager en smaller ouderhuis met dezelfde bouwelementen en bouwperiode. Een losstaande naastgelegen Zeeuwse schuur behoort ook tot de hoeve. Deze heeft een rietgedekt dak en houten wanden, en is medio 20e eeuw ingekort.
De boerderij staat opgenomen in de 'Top 100 van de Rijksdienst voor de Monumentenzorg' uit 1990.